# Jay Mehler
Jason Mehler (Filadelfia, 8 settembre 1971) è un chitarrista e bassista statunitense, ex membro del gruppo musicale Beady Eye ed ex turnista dei Kasabian.

## Carriera
Durante la registrazione dell'album Empire dei Kasabian, nel 2006, Mehler sostituì il polistrumentista e compositore Christopher Karloff, che lasciò la band per divergenze artistiche. Essendo un turnista permanente della band, non lavorò stabilmente in studio con il gruppo, ma prese parte alle riprese del video del singolo Empire.
Il 2 marzo 2013 fu annunciato l'abbandono di Mehler ai Kasabian e il suo ingresso nei Beady Eye come bassista ufficiale, in sostituzione dell'ex turnista Jeff Wootton. In questa veste fece parte delle ultime registrazioni dell'album BE, uscito nel giugno 2013. Mehler militò nella band fino al suo scioglimento, avvenuto nell'ottobre 2014.
Nel corso del 2017 ha iniziato la collaborazione con l'ex frontman degli Oasis Liam Gallagher, contribuendo a registrare il suo primo album da solista dopo lo scioglimento dei Beady Eye. Confermato nella formazione del cantautore, ha partecipato anche alla realizzazione degli album successivi.

## Vita privata
Mehler è fidanzato con Lee Starkey (figlia di Ringo Starr) dal 2006. Nel 2009 la coppia ha avuto tre gemelli, due maschi e una femmina.